# Blumenthal (Selb)
Blumenthal ist ein Gemeindeteil der Großen Kreisstadt Selb im Landkreis Wunsiedel im Fichtelgebirge (Oberfranken, Bayern).

## Lage
Die Einöde liegt im Tal der Eger. Die Zufahrt erfolgt über die Staatsstraße 2178 Selb – Hohenberg, Abfahrt Wellerthal.

## Geschichte
Im Jahr 1749 errichtete der Hochofenmeister Benjamin Opp oberhalb des damaligen Wellerthal-Werkes an der Eger eine Eisenschneidmühle. Da der Wellerthaler Betrieb zeitweise völlig zum Erliegen kam, konnte auch die Eisenschneidmühle ab 1753 nicht mehr rentabel arbeiten. Die Anlage wurde vom Besitzer in eine Sägemühle umgewandelt und erhielt 1758 die Konzession. Die Mühle wurde nun „Oppenmühle“ genannt, 1827 wurde sie nicht mehr erwähnt.
1833 erwarb Kommerzienrat Johann Michael Zeitler das Gut Blumenthal, 1895 kaufte Eugen Hutschenreuther, ein Sohn von Lorenz Hutschenreuther, Gut Blumenthal und errichtete neben den Wirtschaftsgebäuden eine Backstein-Villa. 1973 wurde die Porzellanfabrik Hutschenreuther AG Besitzerin des gesamten Areals mit Gebäuden und Fischteichen und richtete ein Feriengut für erholungssuchende Mitarbeiter und Jubilare ein. Bis 1991 gab es eine Gastwirtschaft und ein kleines Porzellanmuseum. Heute besteht dort eine Bildungseinrichtung.

## Denkmalschutz
Im Garten des ehemaligen Ökonomiegebäudes steht der Stadtbrunnen, der einst auf dem Selber Marktplatz stand. Er ist in die Denkmalliste des Bayerischen Landesamtes für Denkmalpflege eingetragen. Das oktogonale Steinbecken mit neugotischem Aufsatz mit zwei Ausläufen stammt aus dem 18. Jahrhundert. Wann der Brunnen von Selb nach Blumenthal kam, ist nicht bekannt.

## Sauerbrunnen
Südwestlich und westlich des ehemaligen Gutsgebäudes befindet sich in zwei Taleinschnitten eine Reihe von künstlich angelegten Teichen mit Biotopflächen. In den Verlandungszonen der Teiche wachsen Arten der Großröhrichte, der Eisvogel wurde gesichtet.
Mitten im zweiten Teich befindet sich ein gemauerter Brunnenturm mit Holzaufbau. Unter dem Häuschen sprudelt ein „Sauerbrunnen“, eine eisenhaltige und kohlensäurehaltige Quelle. Wann die Mineralquelle entdeckt wurde, ist nicht bekannt. Der Sauerbrunnen gehört zu einer Quellenreihe, deren Zentrum bei Františkovy Lázně in Tschechien liegt. Ein Holzsteg verband früher das Teichufer mit dem Brunnenhäuschen.  Nach 1918 wurde der Fischteich trockengelegt. Von etwa 1920 bis 1936 wurde das heilkräftige Wasser in Flaschen abgefüllt und verkauft. In einer Trinkhalle neben dem Gutshofgebäude Blumenthal wurde an Wanderer und Gäste das Mineralwasser ausgeschenkt. Der beliebte Säuerling lag mitten in der Wiese und wurde im Sommer von vielen Gästen aufgesucht. Das veranlasste den Grundeigentümer, den Teich wieder anzustauen, da es doch zu erheblichen Schäden gekommen war.